# 奈良バイパス

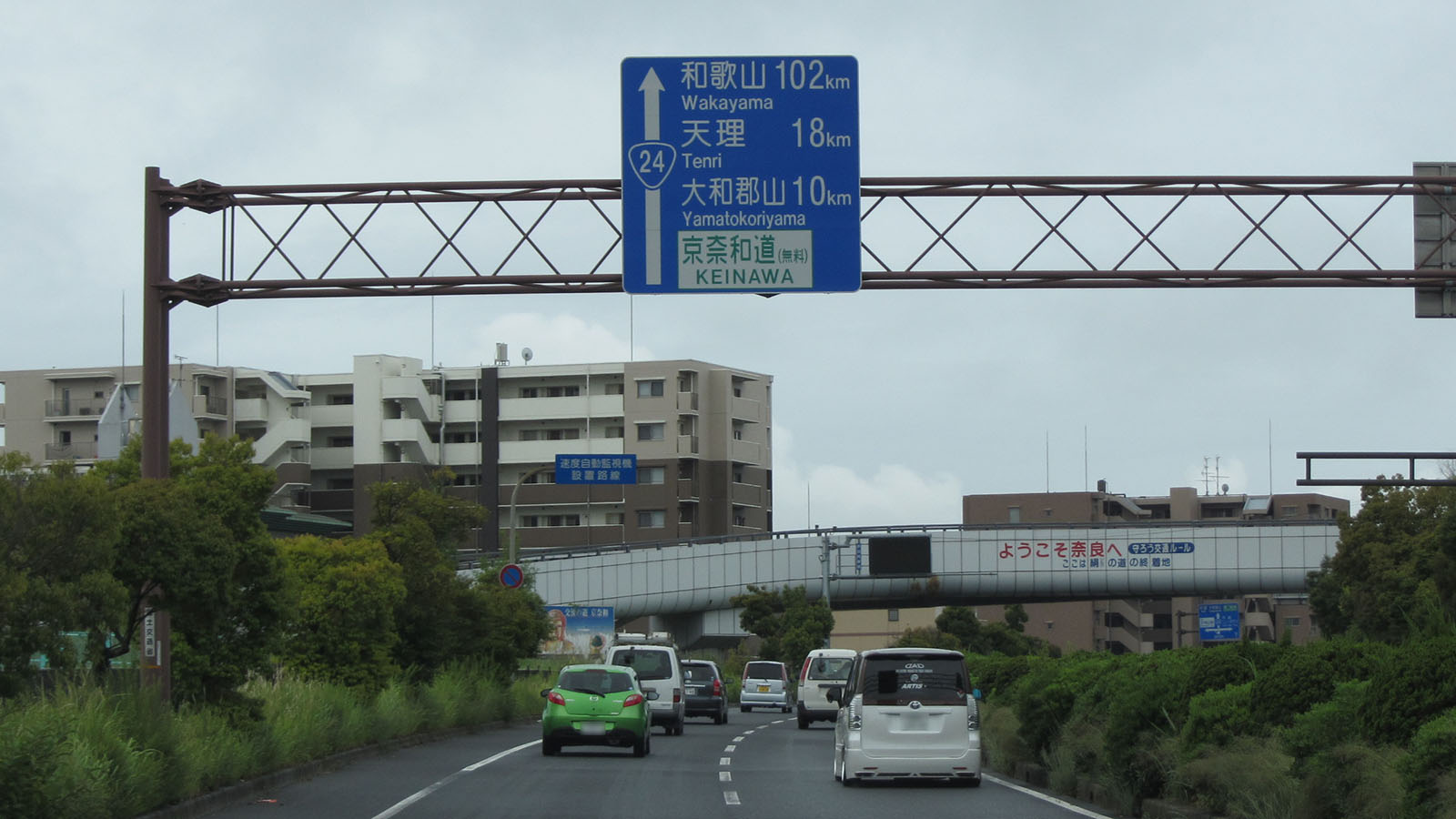
奈良バイパス
奈良県奈良市佐保台西町

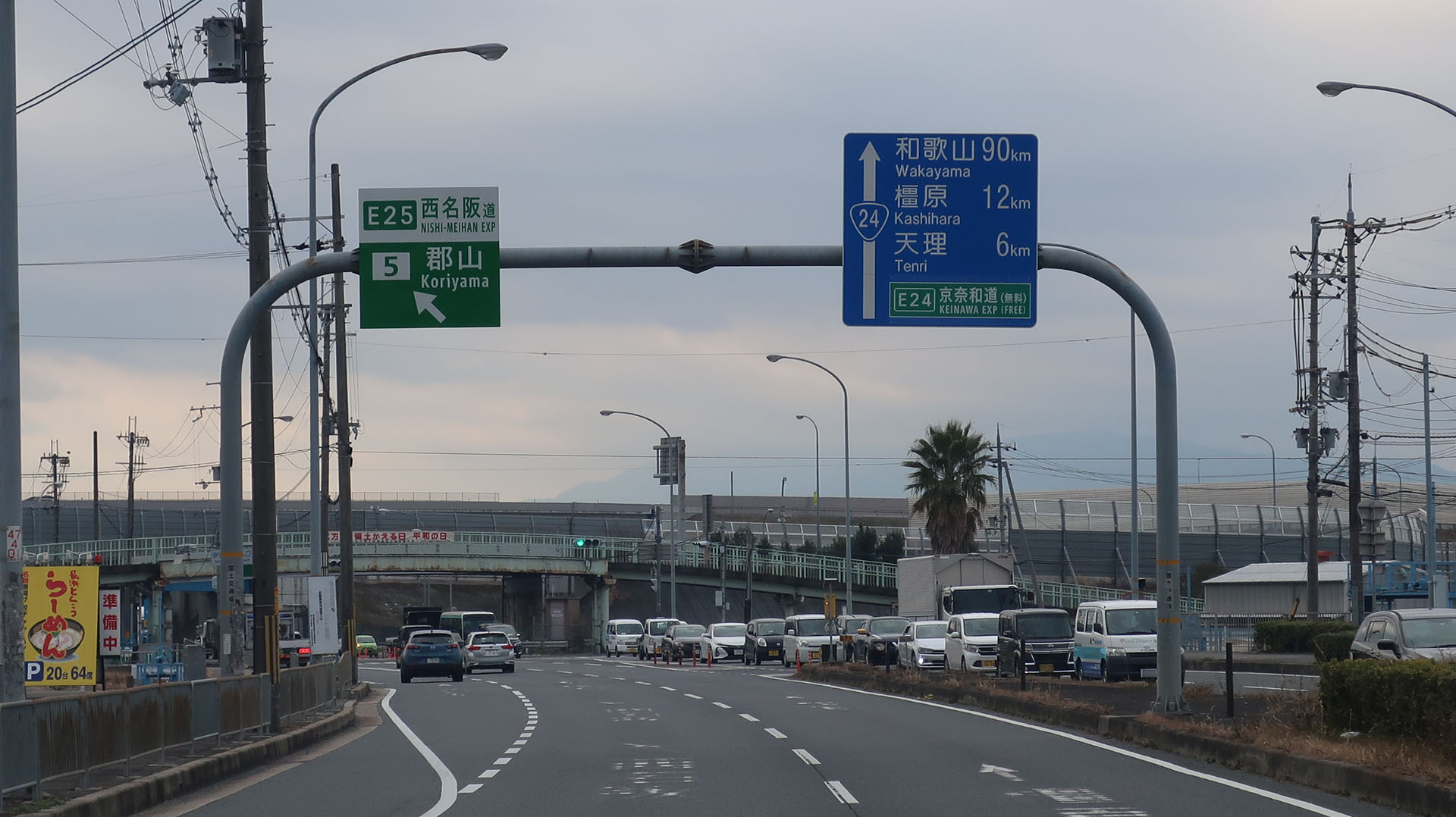
奈良バイパス 終点付近
奈良県大和郡山市横田町

奈良バイパス（ならバイパス）は、京都府木津川市市坂から奈良県大和郡山市伊豆七条町の間、14.2kmの一般国道24号バイパスである。

## 概要
1970年（昭和45年）3月から1971年（昭和46年）10月に木津町市坂・奈良市尼ヶ辻町（現・三条大路2丁目）間を順次供用開始した。その後も工事を進めて1977年（昭和52年）5月16日に大和郡山市発志院町までのバイパス区間12.9㎞を暫定2車線で供用開始し全通した。
バイパス部分の工事進捗状況に合わせて旧道区間が区域変更されて、1972年（昭和47年）3月22日に木津町市坂・奈良市大森町間、1977年（昭和52年）11月1日に奈良市大森町・大和郡山市発志院町間が国道指定を外れた。1984年（昭和59年）3月22日に発志院町の横田町北交差点以北の4車線化工事が完了した。1991年（平成3年）4月22日に横田町交差点・郡山IC間の拡幅工事が竣工、4車線化が完了した。
奈良市内の渋滞緩和を目的に1964年（昭和39年）から計画されたが、当初の計画ルート上に平城宮跡や小奈辺古墳等、歴史的価値の高い史跡が存在していることから、奈良市内の一部ルートを東に迂回させたという経緯がある。
木津奈良道交差点（京都府木津川市市坂）から横田町北交差点（奈良県大和郡山市発志院町）の旧道区間は、国道369号を含む奈良県道754号木津横田線、国道169号と三条通りである。

### 路線データ
- 起点：京都府木津川市市坂
- 終点：奈良県大和郡山市伊豆七条町
- 延長：14.2km
- 規格：第3種第1級
- 車線数：4車線
- 設計速度：80km/h

## 通過市町村
- 京都府
  - 木津川市
- 奈良県
  - 奈良市 - 大和郡山市

## 主な交差点
- 上側が起点側、下側が終点側。左側が上り側、右側が下り側。
- 交差する道路は、県道以上の道路および立体交差をするもしくは立体交差をする計画の道路。特記がないものは市町道。

| 交差する道路など                  | 交差する道路など                | 交差する場所 | 交差する場所 | 交差する場所                | 交差する場所                             | 備考                           |
| --------------------------------- | ------------------------------- | ------------ | ------------ | --------------------------- | ---------------------------------------- | ------------------------------ |
| 国道24号 宇治・京都方面           |                                 |              |              |                             |                                          |                                |
| E24 京奈和自動車道                | 州見台方面                      | 京都府       | 木津川市     | 木津IC                      | 木津IC                                   |                                |
| ならやま大通り方面                | 平城山駅方面                    | 奈良県       | 奈良市       | ならやま橋 （アンダーパス） | ならやま橋西詰 ならやま橋東詰            |                                |
| 奈良県道104号谷田奈良線           | 奈良県道104号谷田奈良線         | 奈良県       | 奈良市       |                             | 法華寺東                                 |                                |
| 奈良県道1号奈良生駒線             | 国道369号                       | 奈良県       | 奈良市       | 奈良高架橋                  | 二条大路南1丁目                          | 三条大路2丁目まで県道1号が重複 |
| 国道308号                         | 奈良県道1号奈良生駒線           | 奈良県       | 奈良市       | 奈良高架橋                  | 三条大路2丁目                            | ここまで県道1号が重複          |
| 奈良県道122号京終停車場薬師寺線   | 奈良県道122号京終停車場薬師寺線 | 奈良県       | 奈良市       |                             | 柏木町                                   |                                |
| 奈良県道41号奈良大和郡山線        | 奈良県道41号奈良大和郡山線      | 奈良県       | 奈良市       | 杏町                        |                                          |                                |
| 奈良県道144号大和郡山上三橋線     | 奈良県道144号大和郡山上三橋線   | 奈良県       | 大和郡山市   | 下三橋町                    |                                          |                                |
| 奈良県道249号大和郡山環状線       | 奈良県道249号大和郡山環状線     | 奈良県       | 大和郡山市   | 大江町南                    |                                          |                                |
|                                   | 奈良県道754号木津横田線         | 奈良県       | 大和郡山市   | 横田北                      | 国道24号奈良方面⇔県道754号方面は通行不可 |                                |
| 国道25号                          | 奈良県道192号福住横田線         | 奈良県       | 大和郡山市   | 横田町                      | 斑鳩方面 終点まで国道25号が重複          |                                |
|                                   | E25 西名阪自動車道              | 奈良県       | 大和郡山市   | 郡山IC                      |                                          |                                |
| 国道24号・国道25号 天理・橿原方面 |                                 |              |              |                             |                                          |                                |